# Musculus vastus intermedius
Der Musculus vastus intermedius (lateinisch für „mittlerer breiter Muskel“, „mittlerer breiter Oberschenkelmuskel“ oder „mittlerer Schenkelmuskel“) ist einer der vorderen Muskeln des Oberschenkels. Er gehört zum Musculus quadriceps femoris (vierköpfiger Oberschenkelmuskel). In die Ansatzsehne des Quadriceps ist die Kniescheibe als Sesambein eingelagert. Über das Ligamentum patellae ist die Sehne schließlich an der Tuberositas tibiae des Schienbeins befestigt und bildet den Ansatz des Muskels.
Der distale (näher am Knie gelegene) dorsale Anteil des Muskels wird auch als Musculus articularis genus (lateinisch für „Muskel des Kniegelenks“) bezeichnet. Dieser trägt in der Knie-Extension zusammen mit dem M.vastus intermedius dazu bei, die suprapatellare Bursa nach proximal zu spannen und verhindert somit ein Impingement der synovialen Membran zwischen Patella und Femur.
Im Regelfall ist der M. vastus intermedius vollständig vom M. rectus femoris, dem kräftigsten Strecker des Kniegelenkes, verdeckt.

## Funktion
Der Musculus vastus intermedius streckt zusammen mit den anderen Muskeln des M. quadriceps femoris, deren Sehnen in die gemeinsame Sehne einstrahlen, das Kniegelenk. Dysbalancen dieser Muskeln, etwa durch Lähmungen, üben Querkräfte auf die Kniescheibe aus, die zu einer habituellen Luxation der Kniescheibe führen können.